# Jenette Kahn
Jenette Kahn (1948)  é uma editora e executiva americana. Kahn começou a trabalhar para a DC Comics em 1976 e em 1981 se tornou Presidente da editora. Em 1989, assumiu também a função de editora-chefe, que acumulou com a de Presidente até 2002, quando desligou-se da empresa.

## Biografia
Jenette Kahn cresceu na Pennsylvania. Seu pai era um rabino e tanto ele quanto sua mãe incentivavam a leitura de quadrinhos. Após se formar em História da Arte na Universidade de Harvard, Kahn fundou três notórias publicações da década de 1970. A primeira delas, a revista Kids, era integralmente escrita por e para crianças
Para a Scholastic Inc., Kahn criou a revista Dynamite!, que se tornou a mais bem-sucedida publicação da história da empresa, inspirando o lançamento de periódicos similares, como as revistas WOW e Bananas. Na sequência, Kahn colaborou com a Xerox Education Publications no lançamento da revista Smash.

### DC Comics
Em 1976, com apenas 28 anos, Kahn se tornou publisher da DC Comics e em fevereiro de 1981 foi promovida à Presidente — sendo a pessoa mais jovem e a primeira mulher a assumir esse cargo.
Ao lado do editor vice-diretor executivo da companhia, o escritor Paul Levitz e do editor Dick Giordano, ela foi responsável pela revitalização da empresa durante o final da década de 1970 e por toda a década de 1980. Kahn rebatizou a editora como "DC Comics" - até então ela era chamada de " National Periodical Publications" - e encomendou a logomarca "DC Bullet", que seria usada pela editora até 2005
Kahn supervisionou Karen Berger quando esta fundou o selo editorial Vertigo em 1993 - onde foram publicadas revistas de temática mais alternativa, e cuja presença dentre os indicados às premiações americanas se tornou corriqueira desde então - bem como esteve envolvida na criação da linha de revistas "Milestone Media", fundada para publicar revistas centradas em personagens pertencentes à minorias. Foi ali que surgiriam alguns dos mais proeminentes personagens afro-americanos da editora, como o super-herói Static, que anos mais tarde seria adaptado para a televisão na série Super Choque.

## Livros publicados
- In Your Space: Personalizing Your Home and Office (Abbeville Press, 2002) ISBN 0-7892-0755-9